# Shōfuku-ji (Fukuoka)

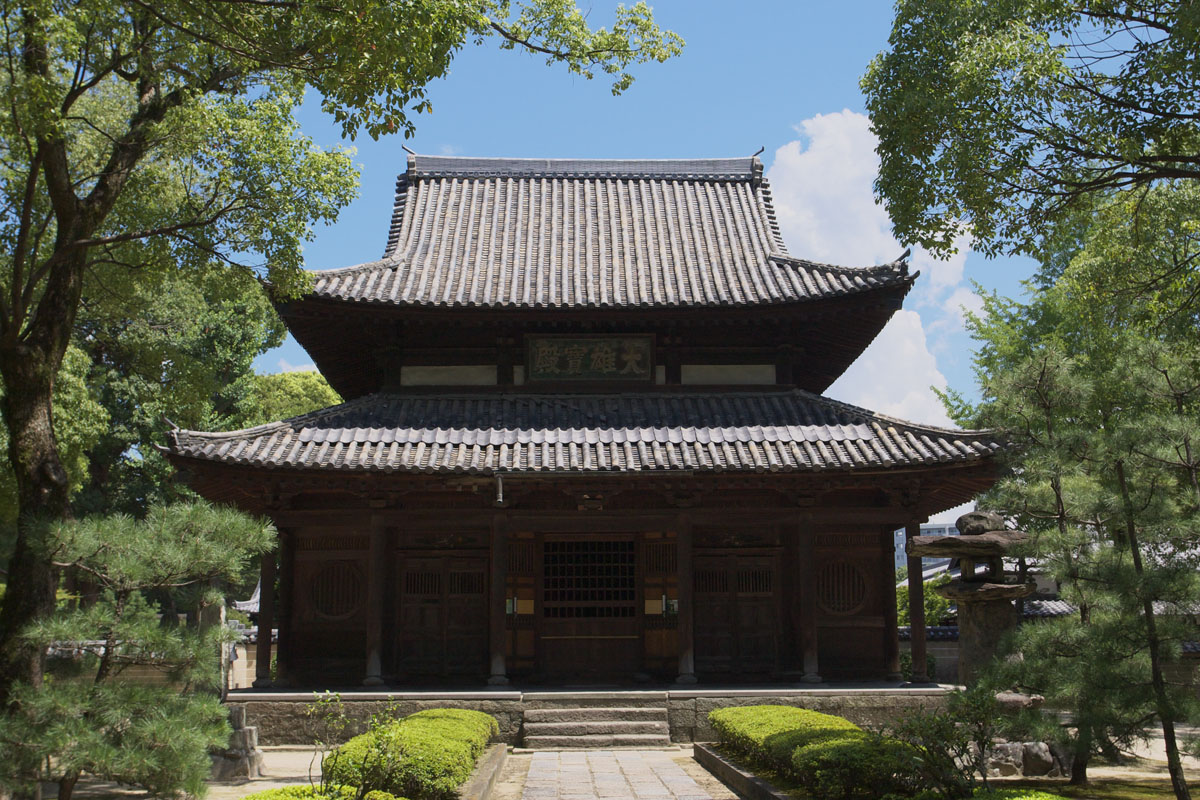
Shōfuku-ji in Fukuoka

Der Shōfuku-ji (jap. 聖福寺) ist ein buddhistischer Zen-Tempel im Stadtbezirk Hakata-ku der japanischen Stadt Fukuoka.
Er wurde im Jahr 1195 unter Anleitung des Rinzai-Mönchs Eisai und mit finanzieller Unterstützung von Minamoto no Yoritomo erbaut. Er gilt damit als ältester noch existierender Zen-Tempel in Japan. Eine Tafel vom Go-Toba-tennō am Tempel hat die Aufschrift: „Dies ist der erste Zen-Tempel in Japan“. Der erste Zen-Tempel dürfte jedoch der ebenfalls von Eisai im Jahr 1191 erbaute Hōon-ji gewesen sein.
Weitere kulturelle Artefakte im Besitz des Shōfuku-ji sind persönliche Gegenstände von Eisai und Sengai sowie eine bronzene Glocke aus dem koreanischen Königreich Goguryeo.